# اچ‌ام‌سی‌اس ساسکاتون (ام‌ام ۷۰۹)
اچ‌ام‌سی‌اس ساسکاتون (ام‌ام ۷۰۹) (به انگلیسی: HMCS Saskatoon (MM 709)) یک کشتی است که طول آن ۵۵٫۳ متر (۱۸۱٫۴۳ فوت) می‌باشد. این کشتی در سال ۱۹۹۸ ساخته شد.